# Xiaoliang, Guangdong
Xiaoliang (kinesiska: 小良) är en köping i sydöstra Kina. Den ligger i stadsdistriktet Dianbai i staden Maoming i provinsen Guangdong, omkring 300 kilometer sydväst om provinshuvudstaden Guangzhou. Antalet invånare är 46 801. Befolkningen består av 22 504 kvinnor och 24 297 män. Barn under 15 år utgör 24,0 %, vuxna 15-64 år 65 %, och äldre över 65 år 9,0 %.